# Wireless HD
WirelessHD è un settore industriale che si sforza di definire una specifica per le interfacce di reti digitali senza fili di prossima generazione per un segnale di trasmissione wireless ad alta definizione per l'elettronica di consumo.
Il consorzio che sta dietro allo standard è composto da Intel, LG, Matsushita, NEC, Samsung, SiBEAM, Sony e Toshiba. Hanno concluso le specifiche nel gennaio 2008.
Il WirelessHD (in sigla WiHD) permetterà una trasmissione digitale non compressa di segnati dati, audio e video, essenzialmente facendo l'equivalente del Wireless HDMI (WHDI).
Le specifiche sono state progettate e ottimizzate per la connessione di schermi wireless, raggiungendo la loro prima implementazione di prima generazione a un alto tasso di velocità da 4 Gbit/s per CE, PC, e dispositivi portatili.
Questa tecnologia promuove un tasso di trasmissione dati sino a 25 Gbit/s.